# Marty Brem

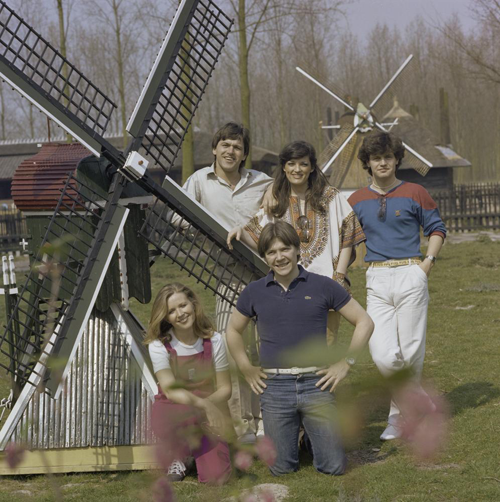
Marty Brem (ganz rechts) als Teil von Blue Danube (1980)

Marty Brem (eigentlich: Martin Brem, * 23. April 1959 in Niederösterreich) ist ein österreichischer Musiker und Modeschöpfer.

## Leben und Wirken
Als Mitglied der Gruppe „Blue Danube“ trat Marty Brem beim Eurovision Song Contest 1980 an. Im Jahr darauf vertrat er Österreich bei dem „Eurovision Song Contest“ als Solist. Mit dem Lied Wenn Du da bist errang er den 17. Platz.
Seine Band hieß damals „Marty and the Bomfriz“. 1982 sang er in der New-Wave-Band „Spastic Elastic“, 1983 bis 1984 in der Punk-Band „Mordbuben AG“.
Für den Film Müllers Büro sang Marty Brem 1986 Guten Tag schöne Frau, Bettina und Männerfreundschaft.
Ab 1984 arbeitete Brem als Musikjournalist bei der Zeitschrift „Musik-Express/Sounds“. 1988 wurde er Marketing Consultant bei Philip Morris in München, 1992 Marketing Director bei Phonogram/Universal. 1995 wurde er Vice President International Marketing bei Sony Music Entertainment Europe in London. Im Jahr 1997 wurde er Geschäftsführer bei Columbia Records in Berlin.
2001 starb unerwartet seine Ehefrau Ursula. Da sie Kimonos gesammelt hatte, entwickelte Brem 2004 ein neues Geschäftskonzept. Er fertigte unter dem Label „Sai So“ Schals und Röcke aus Kimono-Stoffen.
Von 2007 bis 2008 engagierte sich Brem für die Web-Community „Utopia“. Seit 2008 ist Brem „Associated Partner“ der Unternehmensberatung „kleinundpläcking“ in Berlin.
2009 gründete Brem zusammen mit Andreas Gebhard und Tim Renner die Berliner Plattform für eine zukunftsgerichtete Musikwirtschaft all2gethernow e. V.
Seit April 2012 ist Brem Head of Music Portfolio bei Red Bull Media House in Salzburg und Los Angeles.